# Álarcos amandina
Az álarcos amandina (Poephila personata) a madarak (Aves) osztályának a verébalakúak (Passeriformes) rendjéhez, ezen belül a díszpintyfélék (Estrildidae) családjához tartozó faj.

## Rendszerezése
A fajt John Gould angol ornitológus írta le 1842-ben.

## Alfajai
- Poephila personata personata Gould, 1847
- Poephila personata leucotis Gould, 1842[2]

## Előfordulása
Ausztrália északi részén honos. Természetes élőhelyei a szubtrópusi és trópusi lombhullató erdők és szavannák, valamint szántóföldek, legelők és vidéki kertek. Állandó, nem vonuló faj.

## Megjelenése
Testhossza 13 centiméter, testtömege 10,5-17 gramm. Jellegzetes színezetéről igen könnyen felismerhető. Feje világosbarna, a csőre körül egész a szeme hátsó széléig és a torkára is lehúzódó fekete álarcot visel. Combtájon egy-egy széles fekete keresztsávja van.

## Életmódja
Fűmagvakkal táplálkozik.

## Természetvédelmi helyzete
Az elterjedési területe rendkívül nagy, egyedszáma pedig stabil. A Természetvédelmi Világszövetség Vörös listáján nem fenyegetett fajként szerepel.